# 빅토리아 캐롤
빅토리아 캐롤(Victoria Carroll, 1941년 1월 21일 ~ )은 미국의 배우, 예술가, 연극 배우, 텔레비전 배우, 성우, 영화배우이다.
필라델피아에서 태어났다.

## 영화
- 두 얼굴의 사나이 - 시리즈 (1978년) - 로즈 역
- 인생은 미완성 (1977년)
- 허슬 (1975년)
- 밀납의 악몽 (1969년)
- 패스티스트 기타 얼라이브 (1967년)
- 스핀아웃 (1966년)
- 호간의 영웅들 (1965년)
- 하우 투 스터프 어 와일드 비키니 (1965년)